# Alyson Annan
Pour les articles homonymes, voir Annan.
Alyson Regina Annan, née le 12 juin 1973 à Wentworthville (Nouvelle-Galles du Sud), est une joueuse australienne de hockey sur gazon. 

## Biographie
Avec l'équipe d'Australie de hockey sur gazon féminin , elle remporte deux médailles d'or olympiques (1996 et 2000), deux Coupes du monde (1994 et 1998), cinq Champions Trophies (1993, 1995, 1997 et 1999) et une médaille d'or aux Jeux du Commonwealth en 1998.
Elle reçoit la médaille de l'Ordre d'Australie en janvier 1997 et la Médaille australienne des Sports en mai 2000.
Elle est mariée depuis septembre 2005 à la Néerlandaise Carole Thate.